# 特雷翁·馬丁命案
特雷翁·馬丁命案于2012年2月26日16時09分（美國東部時間）發生在美國佛羅里達州的桑福德郡。事發時，特雷翁·馬丁（英語：Trayvon Martin）是17歲的高中生，非裔美國人。一名28歲的白人、混血拉丁裔美國人乔治·齐默尔曼，在當時擔任他所租住的社區的守望相助隊員，一個下雨的晚上，他不是職勤而是在剛好在該社區內幫人送物品時，看見馬丁在該社區建築后面而非道路上步行，懷疑他將要犯罪，遂用手机给警察局打电话并开车跟踪。在马丁跑掉之后下车观察其消失的方向，并在和警察约定见面的地方之后挂断电话。之后兩人發生暴力衝突，齐默尔曼用他自2009年合法配備的手枪射死了馬丁。
于2013年7月13日22時（美國東部時間），法院依陪審團決議宣佈齐默尔曼無罪。
此案件調查過程就已牽扯到美國白人文化對黑人歷久不去的種族歧視，加上NBC的夜间新闻误称陪審團裡沒有一個是黑人（其实有一位南美洲裔的黑人女性），还有奥巴马和黑人组织的推波助澜和CBS、NBC、纽约时报等媒体将舆论引致不利于齐默尔曼的一面，因此判決一出，立即激化美國社會的種族對立。此外本案還涉及美國人民的擁槍權、自衛權和司法公正等等爭議。

## 當事人

### 特雷翁·马丁
特雷翁·本杰明·马丁（Trayvon Benjamin Martin），也譯為特拉伊馮·馬丁，出生于1995年2月5日。父亲为特雷西·马丁（Tracy Martin），母亲为赛布里娜·富尔顿（Sybrina Fulton）。其父母在1999年离婚。离婚后马丁和妈妈与哥哥一起住在佛罗里达州的迈阿密加登斯市，并就读于Dr. Michael M. Krop高中。
枪击案发生当天，马丁与他的父亲探访他父亲的未婚妻家。当时的马丁已被他的学校勒令停学。他在一年内已有三次惩罚性停学（disciplinary suspension）的记录。其中一次是因为旷课与迟到。还有一次停学是在2011年的10月，他在闯入学校的禁区并在门上涂鸦W.T.F.（即What The Fuck的缩写，为英文脏话），而被学校的监视器拍到。之后在校方警察对其搜身的时候，从他的书包里搜出了几件女式珠宝首饰（马丁称是他朋友送给他的），以及一个螺丝刀。该螺丝刀后来被校方警察鉴定为盗窃用的作案工具。珠宝首饰已上缴当地警方，但并无证据显示首饰为偷来的。马丁的第三次被学校勒令停学是因为大麻烟卷及其烟灰。但马丁并未因此而被提起公诉。法官判定辩方或许搜集了马丁的记录，并判定除非显示与此案的关联，否则这些记录不能被用做呈堂证供。
马丁家的律师本杰明·克伦普（Benjamin Crump）声称马丁的父母对珠宝首饰的事件并不知情。并称该事件与2月26日的枪击案无关。马丁的父母和他们的律师并称辩方调取学校记录为“非法调查”（fishing expedition），意于诋毁他们儿子的名誉。

### 乔治·齐默尔曼

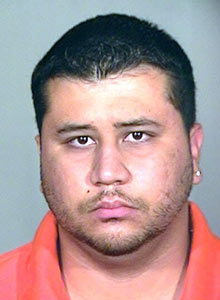
喬治·齊默爾曼

乔治·迈克尔·齐默尔曼（George Michael Zimmerman）1983年10月5日生于弗吉尼亚州马纳萨斯。父亲为罗伯特·齐默尔曼（Robert Zimmerman, Sr），是一名退休的维吉尼亚治安官，母亲为格拉迪丝·齐默尔曼（Gladys Zimmerman），为有非裔血统的秘鲁人。齐默尔曼出生于一个天主教家庭。他的投票登记记录上显示，他登记自己为西语裔，并为注册民主党员。
在2012年2月26日枪击案当天的警察报告上显示，齐默尔曼的身高为5尺8寸（173公分），体重为200磅（91公斤）。
乔治·齐默尔曼于2009年与妻子谢莉·齐默尔曼（Shellie Zimmerman）入住The Retreat at Twin Lakes这个多族裔社区，他就职于一家保险公司为业务受理人，同时就读于佛罗里达州的塞米诺尔州立学院（Seminole State College）。案发时已是他最后一个学期，他即将毕业并拿到刑事司法系副学士学位。在一次他与警方的约谈中他曾表示自己的理想是当一名法官。一位曾经为他授课的刑事诉讼科教授评价齐默尔曼为“班上的好学生”。
齐默尔曼曾在2005年因推挤一名警察而被控袭警与拘捕。之后因齐默尔曼加入了开庭前转移计划（pre-trial diversion program），指控被撤销。同样在2005年，齐默尔曼的前未婚妻因家暴向法院递交了一份对他的限制令，同时齐默尔曼也提交了一份针对他前未婚妻的限制令。两份限制令都被法院通过了。过堂时检方曾提出该记录为证据，不过法官判定这些证据与此案无关故不予采纳。

## 事件经过

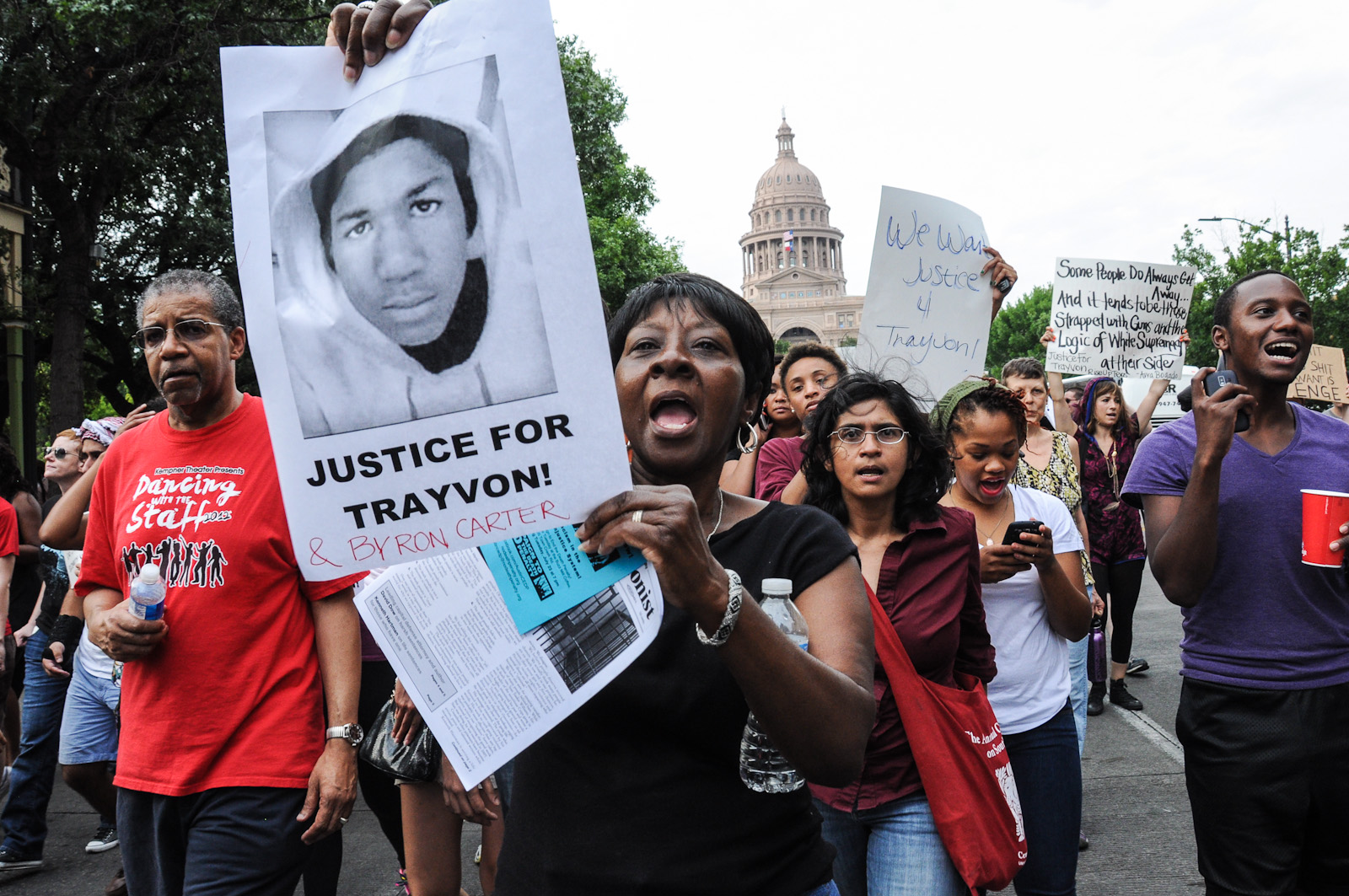
德克薩斯州奧斯汀特雷翁·馬丁命案抗議遊行的全景，一位非洲裔美國婦人手持著特雷翁·馬丁肖像海報正準備舉行抗議遊行

2012年2月26日傍晚，社区治保人员齐默尔曼在自己居住的封闭小区非执勤时驾车，偶然发现一个陌生黑人少年。该少年是馬丁，正在步行从一家便利店返回其父亲的未婚妻在同一小区租住的住所。因为他在雨中步行，又没有走小区的街道或者步行道，而是走房后的小径，齐默尔曼认为该男子可疑，于是驾车跟踪，并用手机拨打警局非紧急电话，报告说发现可疑的可能吸了毒的人在该小区东张西望。之后马丁消失了，齐默尔曼于是下车寻找马丁失踪的方向。警局接电话的人告诉他不必继续跟踪，他说“OK”，并在和警察约定见面的地点和办法之后挂掉电话。
数分钟之后两人发生扭打，齐默尔曼使用合法携带的手枪将马丁击毙。警察赶到时齐默尔曼鼻子被打肿，后脑受伤，衣服背后有水渍和草。马丁面向地面，已经死亡。
按照齐默尔曼的说法，在他挂断电话之后走向汽车，马丁从他左后方出现，和他发生争执。马丁将他打到在地，并用拳头连续重击其头部，他感到生命受到威胁，正当防卫击毙马丁。
按照检控方的说法，齐默尔曼挂断电话之后继续追踪马丁，并发生争执。二人在扭打过程中，齐默尔曼开枪射杀马丁。

## 事件調查
根据法医鉴定，齐默尔曼的枪口是在一至十八英寸近距离射击打死马丁的。马丁当时并没有立即死去。马丁身上没有携带任何武器，被打死的地点离他父亲的未婚妻的住处64米。
到达现场的警察看到齐默尔曼后背粘有草的痕迹，在流鼻血，头的后部也有血迹。齐默尔曼当时手持“凯尔 - TEC PF-9毫米半自动手枪”。
在调查过程中，检查官戴尔·杰尔伯斯指出，齐默尔曼的陈述与现场实况不符。马丁家请的律师本杰明·克伦普也指出，齐默尔曼的陈述多处与其机拨打警局的电话记录不同。
检方证人“8号证人”（后来被报道真名Rachel Jeantel，马丁的一个女性朋友）作证说马丁在冲突前在用手机给他打电话，并称在电话中听到马丁问：“你为什么跟在我后面？” ，然后一个男子在背景说：“你在这干什么？” ，之后电话被挂掉。

## 公眾反應
2013年7月19日，美国总统奥巴马在白宫新闻室谈到，枪杀佛州黑人青年马丁案嫌疑犯无罪释放的判决让人想到美国黑人经历的种族歧视。他说“35年前，我可能就像特雷翁·马丁一样。” 
美国总统奥巴马表示，案件“由陪审团裁决为准，这是我们的司法制度。”
奥巴马说，非洲裔美国人对此案感受沉痛，因为他们“从一种难以忘却的经历和历史”的角度看待此案。奥巴马表示，自己过去也因为种族原因受到过歧视，比如在百货商店购物受到跟踪。他还说：“很少有非洲裔的美国男子没有这样的经历：走在大街上可以听到汽车里的人锁上车门的声音。”“很少有非洲裔的美国人没有这样的经历：在进入电梯后，同一电梯里的女士紧张地握紧钱包，摒住呼吸，直到她有机会下电梯。” 
2013年7月20日，特雷翁·本杰明·马丁的父亲出席了在迈阿密联邦法院前的集会，他首先感谢大家为马丁走上街头，并说马丁的案件也可能发生在任何一个人身上，呼吁采取措施防止类似事件再发生。
马丁的父亲说：“这件事可能发生在任何一个孩子身上，我们的使命是保证这样的悲剧不再发生在你们的孩子身上。”
2013年7月20日，在全美国大约有一百座城市，包括纽约、芝加哥、洛杉矶、费城、迈阿密、亚特兰大、印第安纳波利斯、辛辛那提等，都爆发了示威游行，呼吁联邦法庭重审马丁案。大批民众上街示威，要求社会还给马丁，以及黑人群体一个公正的待遇。

2013年7月25日，ABC新闻的独家专访报道中，采访了参加审判射杀黑人少年马丁案的一名陪审员。这位女性陪审员代号为B-29，她在采访节目中谈到，她觉得自己欠死去黑人少年马丁的父母一个道歉。她说，因为没有足够证据证明齐默尔曼的行为构成谋杀，所以才判他无罪。但是，她内心认为齐默尔曼是有罪的。齐默尔曼只是“侥幸逃脱了谋杀罪”。
马丁的母亲塞布瑞娜·富顿看了B29号陪审员的采访节目之后谈到，“B29号陪审员的谈话让我们全家心碎欲绝。我们心中早就知道案件的真相，齐默尔曼只是在字面的意义上逃脱了谋杀罪。”马丁的母亲又说，“特雷翁没有毕业舞会了，特雷翁不可能高中毕业了，特雷翁不可能上大学了，特雷翁更不可能有子孙了。这都是因为一项法律，这项法律让那个开枪并且杀死我儿子的罪犯逃脱惩罚。”
2013年9月6日，在ABC新闻的独家专访中，谢莉·齐默尔曼告诉记者，她已于9月5日在佛州塞米诺尔县法庭正式向乔治·齐默尔曼提出离婚。谢莉说他们两人结婚7年，她其实并不真正了解乔治·齐默尔曼。谢莉说她丈夫给她的是一个支离破碎的，令人心碎的生活，乔治·齐默尔曼是一个自私的丈夫。
在专访中谢莉说，枪击案宣判乔治·齐默尔曼无罪释放之后，乔治·齐默尔曼感到自己是“不可战胜的”，他做事鲁莽冲动，已经两次因超速被交警拦截。
谢莉今年26岁，她提出离婚是在齐默尔曼枪击案刚结束不到两个月的时候。
2013年9月9日，美国ABC新闻报导，谢莉·齐默尔曼拨打911求救电话，谢莉告诉警察乔治·齐默尔曼拳打她父亲的鼻子，并且砸坏她的iPad装置，用刀把装置切断。谢莉说：“我不知道他要做什么。我真的，真的很害怕！”“他只差一步就要射杀我们。”警察赶到了谢莉父亲的家，拘捕了乔治·齐默尔曼。警察在乔治·齐默尔曼的卡车里找到了他的手枪。
后来，谢莉和她的父亲放弃起诉，佛罗里达州玛丽湖市的警方释放了乔治·齐默尔曼。这个事件是在谢莉·齐默尔曼正式提出离婚四天后发生的。
2013年11月18日，美国MSNBC新闻报道，乔治·齐默尔曼（George Zimmerman）被控严重暴力攻击，家庭施暴，和触犯刑事罪。
当天，齐默尔曼的女友萨曼莎·沙伊贝（Samantha Scheibe）拨打911紧急呼救电话，她说“他在我的家里，我要求他离开。”“他用长枪指着我，把我推出门外，还用家具顶住了门。他砸坏了我的物品。”
沙伊贝告诉到达现场的警察，齐默尔曼有一条AR-15自动步枪和两支手枪。齐默尔曼用枪砸坏她的物品。
齐默尔曼告诉现场的警察，他没有把枪拿出来，他的枪枝都放在袋子里，靠在床边上。沙伊贝把他其中的一个袋子扔出门外，并让他离开。
沙伊贝的邻居告诉现场的警察，这两个人从今年八月起就住在一起了。
塞米诺尔县法庭决定星期二让齐默尔曼过堂，由法官决定是否正式逮捕齐默尔曼。塞米诺尔县警长办公室已对乔治·齐默尔曼实施电子监控。

## 類似事件
- 邁克爾·布朗命案